# 圍謙太朗
圍 謙太朗（かこい けんたろう、1991年4月23日 - ）は、長崎県長崎市出身のプロサッカー選手。Jリーグ・京都サンガF.C.所属。ポジションはゴールキーパー（GK）。

## 来歴

### プロ入り前
10歳のときにサッカーを始める。トレセンで指導を受けた澤村公康を慕って長崎から熊本県大津に転校。しかし大津高校在学時は、度重なる怪我や急激に身長が伸びたことで身体のバランスが崩れたために十分なプレーができず第3GKだった。
田中慎太郎（元FC岐阜）に見込まれて、2010年に桃山学院大学へ進学。長い手足を柔軟に使いこなせるようになったことで1年時から関西学生リーグ1部で先発出場を続け、同年の新人賞を獲得した。恵まれた体格と能力に経験が加わったことで頭角を現し、2年時にはリーグ最小失点での優勝に貢献。4年時には副将を務めた。2年時から選出された全日本大学選抜では、高校同期でもあった藤嶋栄介とのポジション争いを続け、藤嶋との併用で2013年夏季ユニバーシアードの3試合に先発出場し、銅メダル獲得に貢献した。

### FC東京
2014年に大学を卒業。新潟及びC大阪からのオファーを断り、圍の体格や身体能力、人柄を高く評価するJリーグ・FC東京へと入団した。同年のJ1第2節甲府戦で第2GKとしてベンチ入り。2015年は右第5中足骨基部骨折など苦しい一年を過ごしたが、2016年にかけて復調し、同年のJ3第1節相模原戦においてJリーグ初出場。第2GKへと再昇格しベンチ入りを続けた。

### セレッソ大阪
2017年、セレッソ大阪へ完全移籍。しかし守護神キム・ジンヒョンや第2GK丹野研太の牙城を崩すことは出来ず第3GKに留まった。2018年はアビスパ福岡に期限付き移籍。杉山力裕とのポジション争いに勝利し26試合に出場した。シーズン終了後にC大阪に復帰。

### 松本山雅
2020年1月8日、松本山雅FCに完全移籍で加入することが発表された。
加入当初は村山智彦の控えに留まるも、シーズン途中に出番を得ると、シーズン終了までポジション争いを繰り広げ、結果15試合に出場した。2021シーズンも村山との激しいポジション争いとなったが、それを制し26試合に出場した。

### SC相模原
2022年1月22日、SC相模原へ完全移籍することが発表。
同年11月7日、SC相模原は契約期間の満了と契約を更新しないことを発表した。

### ブラウブリッツ秋田
2022年1月6日、ブラウブリッツ秋田へ新加入することが発表。定評のあるロングフィードキックは敵陣深部まで届き、押し込む秋田の戦法に合致する。開幕から正キーパーの座を確保し、キック力の高さを示している。サッカー新聞エルゴラッソにおいて、第20節ベストイレブンに選出された。

### 京都サンガF.C.
2024年7月16日、京都サンガF.C.へ完全移籍。

## 所属クラブ
- 1998年 - 2003年 長崎市立土井首小学校[1]
- 2004年 - 2006年 長崎レインボーサッカークラブ[1] (大津町立大津北中学校)
- 2007年 - 2009年 熊本県立大津高等学校
- 2010年 - 2013年 桃山学院大学 (社会学部社会学科[12])
- 2014年 - 2016年  FC東京
- 2017年 - 2019年  セレッソ大阪
  - 2018年  アビスパ福岡（期限付き移籍）
- 2020年 - 2021年  松本山雅FC
- 2022年   SC相模原
- 2023年 - 2024年7月  ブラウブリッツ秋田
- 2024年7月 -  京都サンガF.C.

## 個人成績
| 国内大会個人成績 | 国内大会個人成績 | 国内大会個人成績 | 国内大会個人成績 | 国内大会個人成績 | 国内大会個人成績 | 国内大会個人成績 | 国内大会個人成績 | 国内大会個人成績 | 国内大会個人成績 | 国内大会個人成績 | 国内大会個人成績 |
| 年度             | クラブ           | 背番号           | リーグ           | リーグ戦         | リーグ戦         | リーグ杯         | リーグ杯         | オープン杯       | オープン杯       | 期間通算         | 期間通算         |
| 年度             | クラブ           | 背番号           | リーグ           | 出場             | 得点             | 出場             | 得点             | 出場             | 得点             | 出場             | 得点             |
| 日本             | 日本             | 日本             | 日本             | リーグ戦         | リーグ戦         | リーグ杯         | リーグ杯         | 天皇杯           | 天皇杯           | 期間通算         | 期間通算         |
| ---------------- | ---------------- | ---------------- | ---------------- | ---------------- | ---------------- | ---------------- | ---------------- | ---------------- | ---------------- | ---------------- | ---------------- |
| 2014             | FC東京           | 31               | J1               | 0                | 0                | 0                | 0                | 0                | 0                | 0                | 0                |
| 2015             | FC東京           | 31               | J1               | 0                | 0                | 0                | 0                | 0                | 0                | 0                | 0                |
| 2016             | FC東京           | 31               | J1               | 0                | 0                | 0                | 0                | 0                | 0                | 0                | 0                |
| 2017             | C大阪            | 1                | J1               | 0                | 0                | 1                | 0                | 0                | 0                | 1                | 0                |
| 2018             | 福岡             | 21               | J2               | 26               | 0                | -                | -                | 0                | 0                | 26               | 0                |
| 2019             | C大阪            | 1                | J1               | 0                | 0                | 7                | 0                | 3                | 0                | 10               | 0                |
| 2020             | 松本             | 1                | J2               | 15               | 0                | 0                | 0                | -                | -                | 15               | 0                |
| 2021             | 松本             | 1                | J2               | 26               | 0                | -                | -                | 0                | 0                | 26               | 0                |
| 2022             | 相模原           | 31               | J3               | 29               | 0                | -                | -                | -                | -                | 29               | 0                |
| 2023             | 秋田             | 31               | J2               | 41               | 0                | -                | -                | 0                | 0                | 41               | 0                |
| 2024             | 秋田             | 31               | J2               | 24               | 0                | 0                | 0                | 0                | 0                | 24               | 0                |
| 2024             | 京都             | 88               | J1               | 0                | 0                | -                | -                | 0                | 0                | 0                | 0                |
| 2025             | 京都             | 21               | J1               |                  |                  |                  |                  |                  |                  |                  |                  |
| 通算             | 日本             | 日本             | J1               | 0                | 0                | 8                | 0                | 3                | 0                | 11               | 0                |
| 通算             | 日本             | 日本             | J2               | 142              | 0                | 0                | 0                | 0                | 0                | 1420             | 0                |
| 通算             | 日本             | 日本             | J3               | 29               | 0                | -                | -                | 0                | 0                | 29               | 0                |
| 総通算           | 総通算           | 総通算           | 総通算           | 161              | 0                | 8                | 0                | 3                | 0                | 172              | 0                |

その他の公式戦
| 2016   | F東23  | 31     | J3     | 21 | 0 | 21 | 0 |
| 2017   | C大23  | 1      | J3     | 9  | 0 | 9  | 0 |
| 2019   | C大23  | 1      | J3     | 4  | 0 | 4  | 0 |
| 通算   | 日本   | 日本   | J3     | 34 | 0 | 34 | 0 |
| 総通算 | 総通算 | 総通算 | 総通算 | 34 | 0 | 34 | 0 |

| 国際大会個人成績 | 国際大会個人成績 | 国際大会個人成績 | 国際大会個人成績 | 国際大会個人成績 |
| 年度             | クラブ           | 背番号           | 出場             | 得点             |
| AFC              | AFC              | AFC              | ACL              | ACL              |
| ---------------- | ---------------- | ---------------- | ---------------- | ---------------- |
| 2016             | FC東京           | 31               | 1                | 0                |
| 通算             | AFC              | AFC              | 1                | 0                |

- 2016年3月13日：Jリーグ初出場 - J3第1節 vsSC相模原 (相模原ギオンスタジアム)

## タイトル

### クラブ
桃山学院大学
- 関西学生サッカーリーグ1部 (2011年[27])

セレッソ大阪
- Jリーグカップ：1回（2017年）
- 第97回天皇杯全日本サッカー選手権大会：1回 (2017年)

### 個人
- 関西学生サッカーリーグ1部 新人賞 (2010年[8])
- 関西学生サッカーリーグ1部 優秀選手賞 (2011年[27]、2012年[28])
- 関西学生サッカーリーグ1部 4年間最多リーグ出場賞 (2013年[29])
- 関西学生サッカーリーグ1部 関西学生サッカー特別賞 (2013年[29])

## 代表歴
- 2011年 全日本大学選抜
- 2012年 全日本大学選抜
- 2013年 全日本大学選抜
- 2013年 ユニバーシアード日本代表
  - 2013年夏季ユニバーシアード

## 出演

### TV
- TOKYO MX エビ中★グローバル化計画♯23（2014年9月5日）- 現役Jリーガーとして出演し、PK対決のGKを務めた

## トリヴィア・人物・エピソード
- 飲食にこだわりがあり、肉卵などを取り寄せている他、練習・試合中に飲むミネラルウォーターもハワイ沖深海水であり独自で用意している[30]。